# Max Granzin
Max Granzin (* 1873; † 30. November 1940) war ein deutscher Kommunalpolitiker und Mitglied der SPD. Er war von 1919 bis 1933 demokratisch gewählter Oberbürgermeister der Stadt Offenbach am Main und wurde aus seinem Amt von den Nationalsozialisten vertrieben. 

## Frühe Jahre, Studium und Beruf
Max Granzin studierte nach dem Gymnasium Rechtswissenschaften und wechselte nach dem Studium in die Versicherungswirtschaft. Anschließend wurde er Sekretär der Zweiten Handwerkerschule in Berlin am Stralauer Platz. Danach war Granzin Geschäftsführer des Bundes der technischen Angestellten und Beamten in Berlin.

## Politik

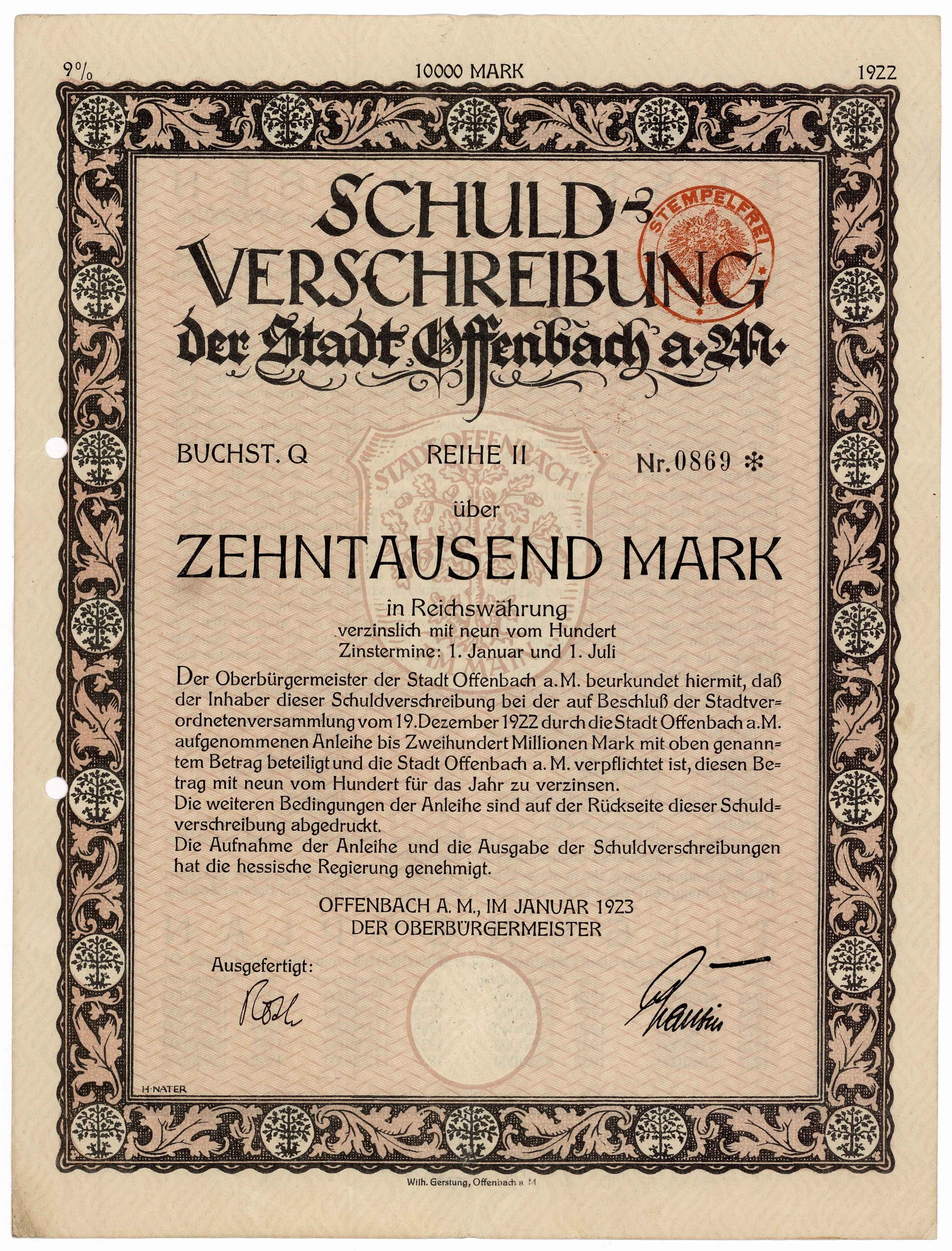
Schuldverschreibung der Stadt Offenbach a. M. vom Januar 1923 mit Unterschrift von Oberbürgermeister Granzin

Nach dem Ersten Weltkrieg im Herbst 1919, erwirkte die Offenbacher SPD, dass die Stelle des Oberbürgermeisters ausgeschrieben wurde. Die SPD nominierte ihr Parteimitglied, Dr. Max Granzin aus Berlin, als Kandidaten für die Bürgermeisterwahl. Granzin setzte sich in zwei Wahlgängen gegen die Kandidaten der Zentrumspartei und der Deutschnationalen Volkspartei durch.
Im März 1920 erfolgte ein Konjunktureinbruch, welcher in Offenbach zu Kurzarbeit, Entlassungen und Betriebsschließungen führte. Infolge der zurückgehenden Steuereinnahmen betrug das Haushaltsdefizit der Stadt in dieser Zeit über 14 Millionen Mark. Im April des gleichen Jahres wurde Offenbach von französischen Truppen besetzt. Die Franzosen begründeten ihr Vorgehen mit dem Eindringen von Reichswehrverbänden in das neutrale Ruhrgebiet. Oberbürgermeister Granzin blieb zwar im Amt, seine gerade begonnenen Amtsgeschäfte wurden aber in diesen Wochen durch die Militärregierung reglementiert und eingeschränkt. Bereits einige Wochen später räumte das Militär Offenbach und Umgebung wieder, nachdem die deutsche und die britische Regierung gegen die Besetzung protestiert hatten. Die Inflation von 1923 zwang das Offenbacher Stadtparlament zur Herausgabe von eigenem Notgeld. Die Arbeitslosigkeit war inzwischen ein Massenphänomen geworden und radikale Parteien erhielten regen Zulauf. Trotz der immer größer werdenden Probleme führte Granzin seine Amtsgeschäfte nach eher betriebswirtschaftlichen Gesichtspunkten. Trotzdem wurde von der Stadt Offenbach in dieser schwierigen Zeit das Büsing-Palais erworben, die Siedlung Tempelsee gebaut, der Sportplatz am Bieberer Berg eingeweiht und der Hochwasserschutz des Stadtteils Bürgel errichtet. Spätestens ab Ende 1928 geriet Granzin in Konflikt mit den radikalen Parteien im Stadtparlament. Zu deren Strategie gehörte es, die Steuern zu senken, Geldzuwendungen und andere Wohltaten aus öffentlichen Kassen an die Bevölkerung zu verteilen, letztendlich um neue Anhänger zu gewinnen. Granzin verlangte dagegen eine ausgeglichene Haushaltsplanung, um die Kreditfähigkeit der Stadt zu erhalten.
Im März 1933 stürmten Einheiten der SA und SS das Offenbacher Rathaus im Büsing-Palais. Granzin und andere Beamte wurden unter Androhung von Gewalt aus ihren Amtsstuben vertrieben und durch Nationalsozialisten ersetzt. Die neue Verwaltung strich dem ehemaligen Oberbürgermeister alle Pensionsansprüche. Granzin verstarb am 30. November 1940, ohne wieder ein öffentliches Amt bekleidet zu haben.